# Lac Riverin (réservoir Pipmuacan)
Pour les articles homonymes, voir Riverin et Lac Riverin.
Le lac Riverin est un plan d'eau douce du bassin versant de la rivière des Sables, coulant dans le territoire non organisé de Mont-Valin, dans la municipalité régionale de comté (MRC) Le Fjord-du-Saguenay, dans la région administrative de la Saguenay-Lac-Saint-Jean, dans la province de Québec, au Canada.
La foresterie constitue la principale activité économique du secteur. Les activités récréotouristiques arrivent en second.
Quelques routes forestières secondaires desservent la partie Est et Nord du lac Riverin pour les besoins de la foresterie et des activités récréotouristiques,,.
La surface du lac Riverin est habituellement gelée de la fin novembre au début avril, toutefois la circulation sécuritaire sur la glace se fait généralement de la mi-décembre à la fin mars.

## Géographie
Les principaux bassins versants voisins du lac Riverin sont :
- Côté Nord : Lac Marguerite, réservoir Pipmuacan, baie des Indiens, rivière aux Sables ;
- Côté Est : Lac Daluzeau, lac Andrieux, rivière Andrieux, réservoir Pipmuacan, lac Kakuskanus, lac du Sault aux Cochons ;
- Côté Sud : Petit lac de l’Ours Brun, rivière aux Sables, lac Bayeuville, lac Portneuf ;
- Côté Ouest : Lac au Menton, rivière aux Sables, réservoir Pipmuacan[1].

Le lac Riverin comporte une longueur de 8,0 km, une largeur maximale de 1,1 km et une altitude de 487 m.
Le lac Riverin est situé entièrement en milieu forestier dans le territoire non organisé de Mont-Valin. Il est enclavé entre les montagnes dont les principaux sommets atteignent 640 m au Nord et 608 m au Sud.
L’embouchure du lac Riverin est localisée à :
- 2,7 km à l’Est du réservoir Pipmuacan ;
- 49,6 km au Sud-Ouest du barrage de la Centrale Bersimis-1 ;
- 140,3 km à l’Ouest de l’embouchure de la rivière Betsiamites ;
- 125 km au Nord-Ouest du centre-ville de Forestville ;
- 66,9 km au Sud-Ouest du centre du village de Labrieville ;
- 40,5 km au Nord-Est du barrage à l’embouchure du lac Pamouscachiou[4],[1].

À partir de l’embouchure du lac Riverin, le courant descend vers le Nord-Ouest sur 3,7 km jusqu’à la baie des Sables, sur la rive Sud du réservoir Pipmuacan. De là, le courant coule d’abord vers le Nord pour rejoindre le courant de la rivière Betsiamites qui coule généralement vers le Sud-Est pour se déverser sur la rive Nord-Ouest de l’estuaire du Saint-Laurent.

## Toponymie
Le terme "Riverin" constitue un patronyme de famille d'origine française.
Le toponyme « lac Riverin » a été officialisé le 5 décembre 1968 par la Commission de toponymie du Québec, soit à la création de cette commission.